# Vesly (Manche)
Vesly is een gemeente in het Franse departement Manche (regio Normandië) en telt 541 inwoners (1999). De plaats maakt deel uit van het arrondissement Coutances.

## Geschiedenis
Op 1 januari 1973 werd de aangrenzende gemeente Gerville-la-Forêt opgenomen in Vesly. Gerville-la-Forêt kreeg hiermee de status kreeg van commune associée en bleef deel uitmaken van het kanton La Haye-du-Puits. Dit in tegenstelling tot de rest van de fusiegemeente, dat onderdeel was van het kanton Lessay. Op 22 maart 2015 werden beide kantons opgeheven en werd de gehele gemeente opgenomen in het op die dag gevormde kanton Créances.

## Geografie
De oppervlakte van Vesly bedraagt 22,3 km², de bevolkingsdichtheid is 24,3 inwoners per km².
De onderstaande kaart toont de ligging van Vesly (Manche) met de belangrijkste infrastructuur en aangrenzende gemeenten.

## Demografie
Onderstaande figuur toont het verloop van het inwonertal (bron: INSEE-tellingen).

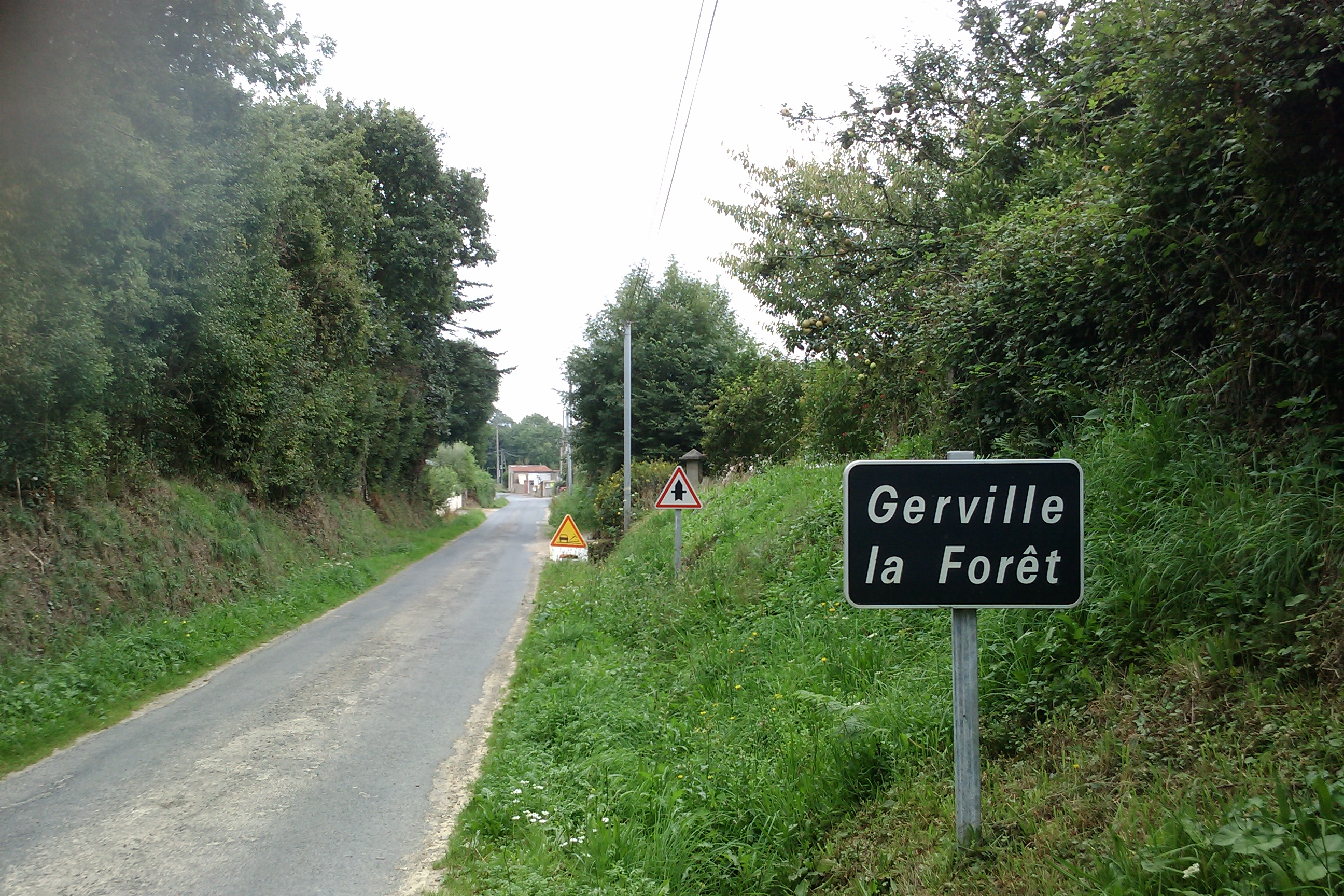
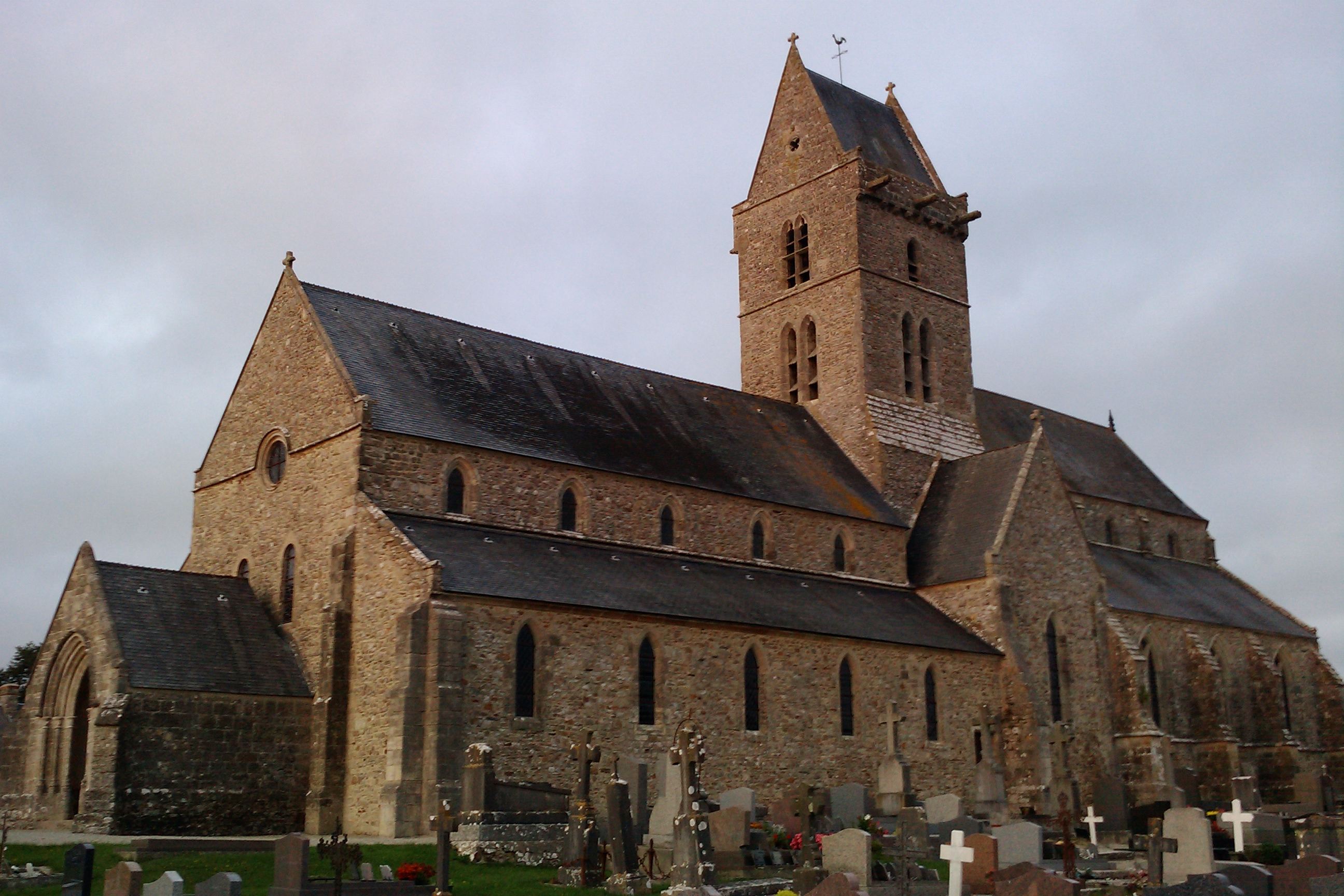
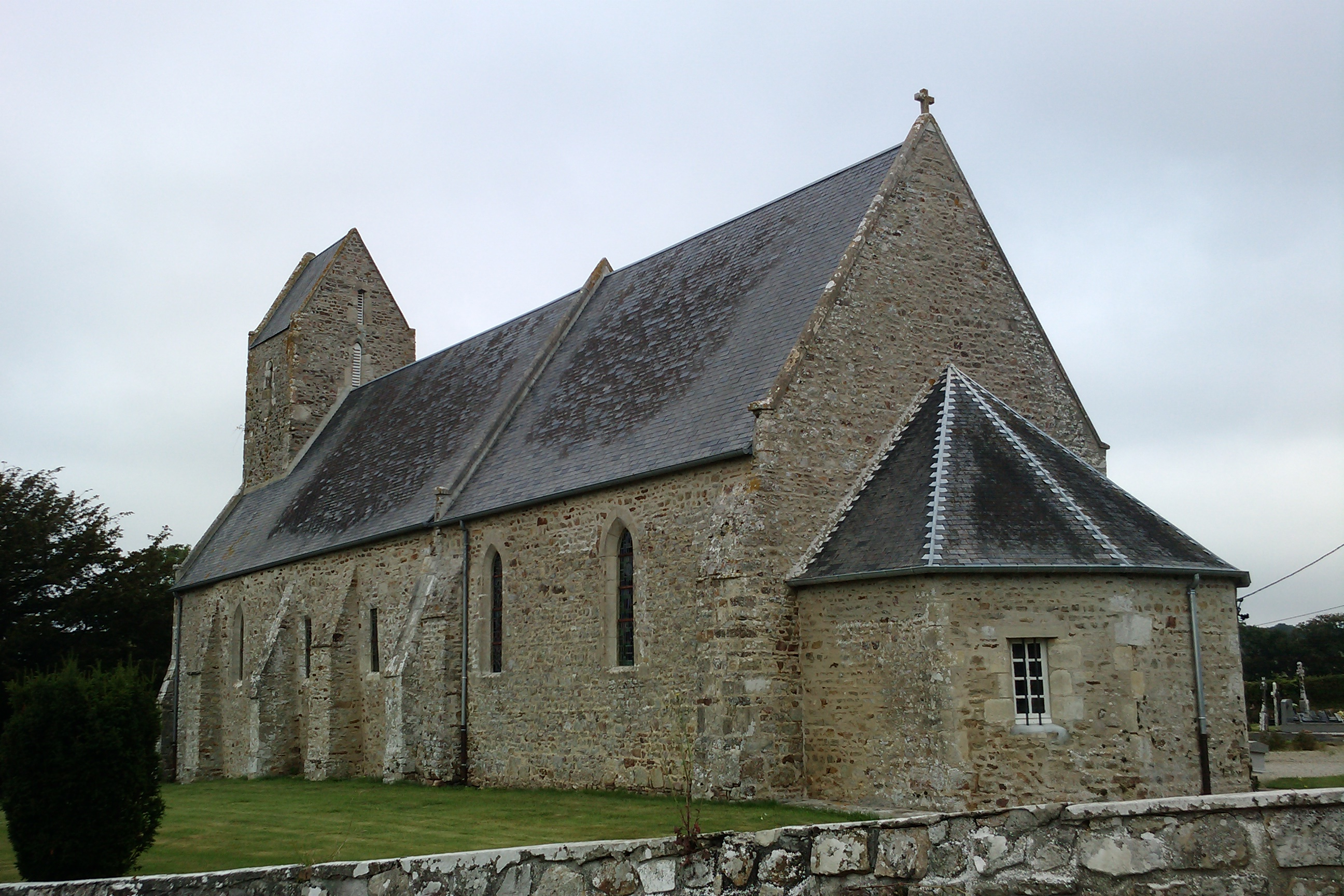
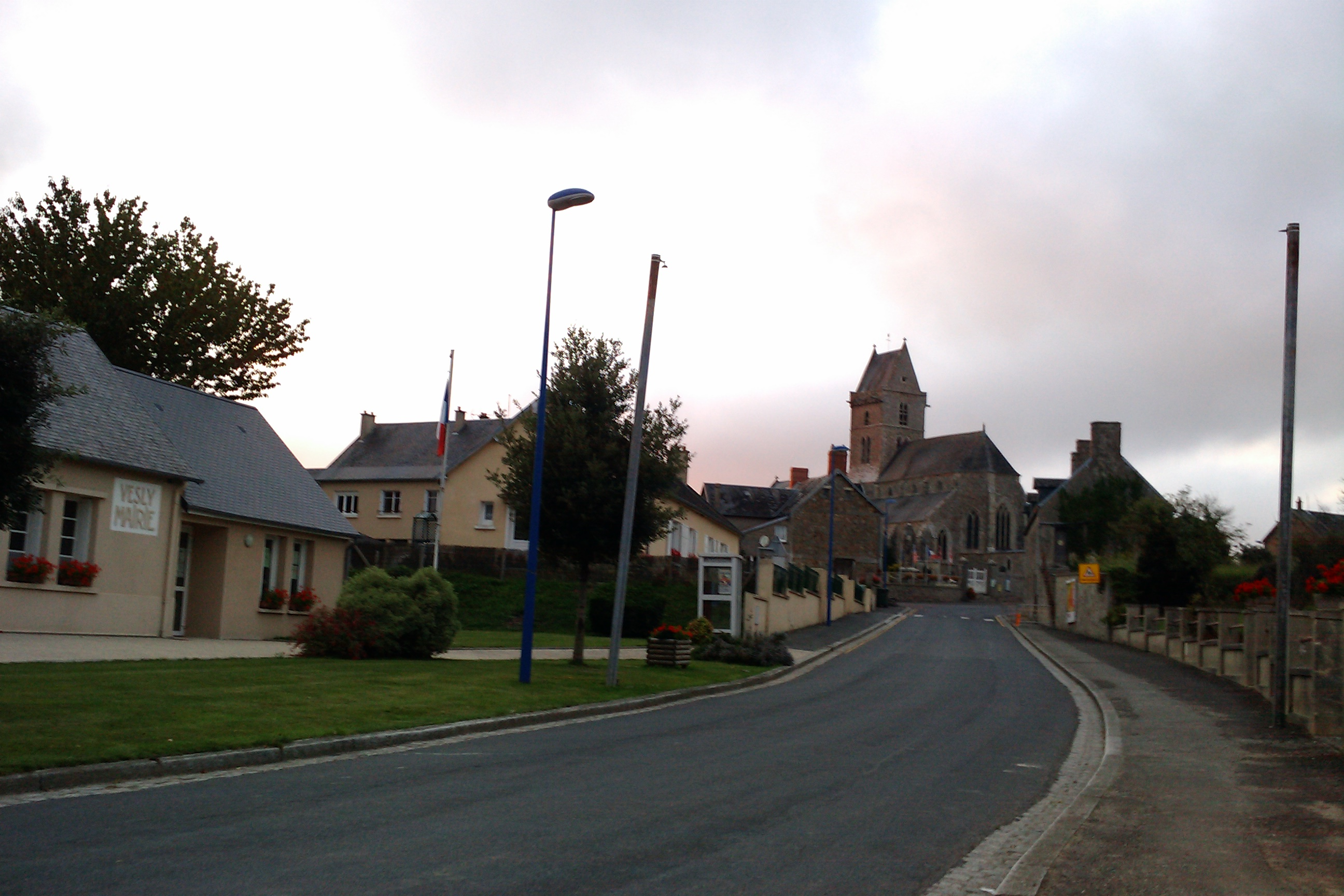

Bretteville-sur-Ay · Canville-la-Rocque · Créances · Doville · La Feuillie · La Haye · Laulne · Lessay · Millières · Montsenelle · Neufmesnil · Pirou · Le Plessis-Lastelle · Saint-Germain-sur-Ay · Saint-Nicolas-de-Pierrepont · Saint-Patrice-de-Claids · Saint-Sauveur-de-Pierrepont · Varenguebec · Vesly
1. ↑  Populations de référence 2022.